# Barranc de Pleta Pelada
El Barranc de Pleta Pelada és un barranc de l'antic terme de Benés, de l'Alta Ribagorça, tot i que administrativament pertany al terme de Sarroca de Bellera, al Pallars Jussà.
Es forma al vessant de ponent del Port de Filià, des d'on davalla cap a ponent al sud de la Solana de Pleta Pelada, fins a abocar-se en el riu de Manyanet.